# Герасименко, Андрей Фёдорович
Андрей Фёдорович Герасименко (15 октября 1920, Малая Перещепина — 22 декабря 1976) — механик-водитель танка Т-34 237-й танковой бригады, старший сержант — на момент представления к награждению орденом Славы 1-й степени.

## Биография
Родился 15 октября 1920 года в селе Малая Перещепина (ныне — в составе Новосанжарского района, Полтавская область, Украина). Украинец. Образование: неполное среднее. Работал в колхозе трактористом.
В Красной Армии с 1940 года. На фронте в Великую Отечественную войну с 1943 года. Воевал в составе 237-я танковой бригады механиком водителем танка Т-34. участвовал во многих боях по освобождению Украины, громил противников в Корсунь-Шевченковском котле, в предгорьях Карпат, на Висле и на территории Германии.
В боях с 24 по 26 января 1944 года на участке сел Ротмистровка-Брицкое Липовецкого района Винницкой области экипаж танка, механиком-водителем которого был сержант Герасименко, уничтожил тяжелый танк «тигр», средний танк и до 20 солдат и офицеров противника.
Приказом от 28 февраля 1944 года сержант Герасименко Андрей Фёдорович награждён орденом Славы 3-й степени.
В июле 1944 года под населенным пунктом Ольбенцин старший сержант Герасименко, находился в составе экипажа командира батальона. При выполнении боевой задачи тридцатьчетверка была подбита. В течение шести часов, пока Герасименко ремонтировал ходовую часть, экипаж оборонял свою пораненную машину. Когда стемнело, водитель благополучно привел танк в расположение части.
Приказом от 22 декабря 1944 года сержант Герасименко Андрей Фёдорович награждён орденом Славы 2-й степени.
25 января 1945 года в бою за города Гинденбург командирский танк был подожжен из фаустпатрона. Герасименко, раненный в руку, не свернул с боевого курса и на горящем танке первым ворвался на юго-восточную окраину города. Противники в панике разбежались, оставив танкистам богатые трофеи: 27 автомашин с боеприпасами и другим имуществом, 7 штабных автомашин.
Но было не до трофеев, в башне умирал командир. Уведя танк в укрытие, Герасименко вместе с радистом Буренковым перевязали капитана, передали его подоспевшим пехотинцам и снова пошли в бой. Прямым попаданием снаряда тридцатьчётверка была опять выведена из строя, а Герасименко ранило вторично. Окровавленный, в тлеющем комбинезоне, он принял командование экипажем на себя. Приказав радисту оставить танк, водитель направил пылающую машину на противотанковую батарею противника, а затем выскочил сам. Пробиваясь к своим, Герасименко и Буренков, действуя уже как автоматчики, уничтожили ещё не менее десятка противников. За это бой был представлен к награждению орденом Славы.
В феврале 1945 года старший сержант А. Ф. Герасименко был снова ранен. На этот раз тяжело и на фронт больше не вернулся. После долгого лечения в госпитале был демобилизован по ранению.
К последнему бою на счету экипажа, где был механиком-водителем Герасименко, было два уничтоженных танка, четыре орудия, две минометные батареи, десятки пулеметных точек, свыше 30 автомашин с военными грузами, склад боеприпасов и более пятидесяти вражеских солдат и офицеров.
Указом Президиума Верховного Совета СССР от 27 июня 1945 года за мужество, отвагу и героизм, , старший сержант Герасименко Андрей Фёдорович награждён орденом Славы 1-й степени. Стал полным кавалером ордена Славы.
Член ВКП/КПСС с 1945 года.
Вернулся в родное село, работал трактористом. Затем работал шахтером, помощником машиниста паровоза локомотивного депо станций Донецк и Ясиноватая, рабочим Куйбышевской обогатительной фабрики Запорожской области. Последние годы жил в городе Донецке. Скончался 22 декабря 1976 года.
Награждён орденами Красной Звезды, Славы 3-х степеней, медалями.